# Drymaria subumbellata
Drymaria subumbellata är en nejlikväxtart som beskrevs av Ivan Murray Johnston. Drymaria subumbellata ingår i släktet Drymaria och familjen nejlikväxter. Inga underarter finns listade i Catalogue of Life.